# Linux XP
Linux XP war eine auf Fedora Linux basierende Shareware-Linux-Distribution, die die Windows-Umgebung mit dem GNOME-Desktop imitieren sollte; mithilfe von Wine konnten einige .exe-Programme ausgeführt werden. Linux XP musste nach der Installation innerhalb von 99 Startvorgängen registriert werden, sonst wäre das Betriebssystem deaktiviert worden.